# 黄知恒
黄知恒（1932年—），男，广东台山人，中国有机化学家，曾任中国科学院上海药物研究所研究员、博士生导师。